# Cistite
La cistite è un'infiammazione della vescica urinaria, organo dedicato alla raccolta dell'urina. Nella maggior parte dei casi la causa dell'infiammazione è un'infezione che coinvolge l'urotelio, il tessuto che riveste internamente le vie urinarie.
Può manifestarsi con sintomi molto variabili a seconda delle caratteristiche del paziente (età, sesso, condizioni patologiche associate) e dell'agente responsabile (tipo di microorganismo, carica batterica). Un sintomo molto comune è la disuria (emissione stentata, con difficoltà, delle urine), associata o meno a pollachiuria (aumentata frequenza delle minzioni). L'infezione può manifestarsi anche con sintomi non specifici (ad esempio febbre) o in assenza di sintomi, evidenziata soltanto dalla presenza di batteri nell'urina: quest'ultima condizione è definita da alcuni autori "batteriuria asintomatica". In alcuni casi può presentarsi in congiunzione con un'uretrite: si può parlare in questo caso anche di uretrocistite.

## Classificazione delle cistiti
La cistite fa parte delle Infezioni del Tratto Urinario (UTI). Le UTI sono le infezioni più frequenti dopo quelle dell'apparato respiratorio, e costituiscono, quantitativamente, il principale impegno diagnostico eziologico di un laboratorio di batteriologia.
Dal punto di vista clinico, le UTI possono presentare un quadro sintomatologico quanto mai vario, potendo decorrere in maniera completamente silente (batteriuria asintomatica) o, nella loro massima espressività e gravità, manifestarsi con un quadro di pielonefrite acuta.
Nella pratica clinica le cistiti si classificano in
- Cistiti non complicate, che si distinguono in acute e ricorrenti
- Cistiti complicate[4]

Un caso particolare è la cistite interstiziale

## Eziologia
L'infezione che provoca la cistite è causata da batteri che popolano il colon e nel 65-75% dei casi si tratta dell'Escherichia coli. Altri batteri possono essere lo Streptococcus, oppure altri germi aerobi della flora fecale come Proteus, Klebsiella, Serratia, Enterobacter e Pseudomonas.
Colpisce con maggiore frequenza le donne poiché la loro uretra è più corta (circa 5 cm) di quella degli uomini (16 cm circa) e quindi è più alto per le donne il rischio di una contaminazione da parte dei batteri fecali che possono più facilmente risalire l'uretra fino alla vescica.
Quasi 1 donna su 3 avrà avuto almeno un episodio di cistite con necessità di terapia antimicrobica all'età di 24 anni. Inoltre, circa il 50% delle donne soffrono di almeno un episodio di UTI nel corso della vita.
In particolare, l'incidenza varia con l'età: è molto bassa fino ai 20 anni. La probabilità di cistiti ricorrenti cresce con l'aumentare del numero dei casi precedenti, mentre diminuisce tanto più lungo è stato l'intervallo tra una cistite e l'altra.
I fattori di rischio della cistite nella donna possono essere vari: l'età, i rapporti sessuali (che favoriscono il passaggio di batteri patogeni nella vagina, poi nell'uretra ed infine nella vescica), la stitichezza, l'uso del diaframma e delle creme spermicide. I fattori di rischio per l'uomo sono spesso riconducibili a ipertrofia, uretrite o a stati infiammatori della prostata (prostatite).
Anche la stitichezza cronica, la calcolosi renale e vescicale sono fattori di rischio.

## Sintomatologia
Dolenzìa e bruciore in sede sovrapubica, pollachiuria con sensazione di non aver svuotato la vescica. I sintomi variano a seconda del sesso e dell'età. In caso di uretrite si aggiungono disuria, stranguria, piuria, ematuria, urina torbida e maleodorante.

## Complicanze
Generalmente, si distinguono in acute e croniche:
Acute: 
- Pielonefrite acuta (rara)
- Sovrainfezioni micotiche (ad esempio da funghi del genere Candida), favorite dalla terapia antibiotica.

Croniche:
- Pielonefrite cronica
- contrattura pelvica
- vestibolite vulvare
- dispareunia
- urotelioma

## Diagnosi
La diagnosi di cistite si basa, oltre che sulla presenza dei sintomi caratteristici, sulle seguenti indagini:
- esame delle urine con studio del sedimento. Consiste nell'osservazione al microscopio ottico delle urine centrifugate e permette il rilievo della piuria (cioè la presenza di globuli bianchi o leucociti nelle urine) e della batteriuria. L'urina viene osservata al microscopio.
- urinocoltura con conta delle colonie batteriche sviluppate.

Nella donna i disturbi delle basse vie urinarie possono esser causati anche da infezioni vaginali (Trichomonas e Candida principalmente): nei casi di cistite recidivante, quindi, può essere utile l'esame colturale eseguito su tampone vaginale.

## Terapia
Il trattamento per la cistite di origine batterica, solitamente, consiste nell'assunzione di antibiotici. Nei casi non complicati, in prima battuta possono essere prescritti: Trimethoprim, fosfomicina trometamolo e nitrofurantoina. Antibiotici appartenenti alla famiglia dei Fluorochinoloni, come Ciprofloxacina, Levofloxacina e Ofloxacina non possono essere prescritti per le cistiti non complicate, se non nei casi in cui non siano efficaci altri antibiotici. Questo, a causa delle reazioni avverse gravi ed invalidanti riportate, che devono limitare l'utilizzo di questi medicinali solo dove il rapporto rischi/benefici sia favorevole.
Il trattamento della cistite complicata prevede l'utilizzo di Fluorochinoloni, sempre con attenta valutazione dei rischi/benefici e di eventuali controindicazioni, oppure di penicillina associata a un inibitore delle beta-lattamasi (amoxicillina clavulanato o ampicillina e sulbactam); in alternativa si possono utilizzare le cefalosporine di seconda o terza generazione.
Studi scientifici hanno dimostrato che il D-mannosio è in grado di impedire l'adesione dei batteri patogeni (ad esempio Escherichia coli, Klebsiella, Proteus, Enterococcus, Streptococcus) all'urotelio, tuttavia, questa molecola è efficace contro la cistite batterica e la sua prevenzione, riduce significativamente la frequenza delle recidive. Può essere usato come alternativa o complemento della terapia antibiotica. Nel caso di cistite non batterica il D-mannosio aiuta a ripristinare lo strato superiore dell'urotelio irritato, in quanto agevola la ristrutturazione dello strato danneggiato dei mucopolisaccaridi (glicosaminoglicani).
L'efficacia è data dalla combinazione di d-mannosio con la morinda citrifolia e, nel caso di cistite ricorrente causata da biofilm batterico, con l'n-acetilcisteina.